# Парінтінтін
Парінтінтін — індіанське плем'я, що проживає в Бразилії в басейні річки Мадейра. Самоназва парінтінтін — Cabahyba, Kagwahiva'nga або Kagwahiva, що означає «наш народ».
Станом на 2010 рік нараховується близько 418 представників парінтінтін. Вони проживають на двох індіанських територіях (TI).

## Мова та культура
Мова парінтінтін є діалектом мови кавахіб, яка, в свою чергу, належить до групи Тупі-Гуарані. На письмі використовується латинська абетка.
Представники племені парінтінтін зазвичай займаються землеробством, риболовлею та збиральництвом. Соціальна структура племені базується на двох групах, які є екзогамними та названі на честь двох різних птахів. Парінтінтін є патрилініальним суспільством.

## Історія
Після другої хвилі каучукової лихоманки та будівництва магістралі Трансамазоніка популяція парінтінтін з 4000 у 1946 році скоротилась до 120. Подальша колонізація басейну Амазонки призвела до того, що до племені дісталися хвороби, що до того ніколи не поширювались серед парінтінтін.
Зараз плем'я парінтінтін стикається з наслідками впливу гідроелектростанції на річці Мадейра.